# Le Pègue

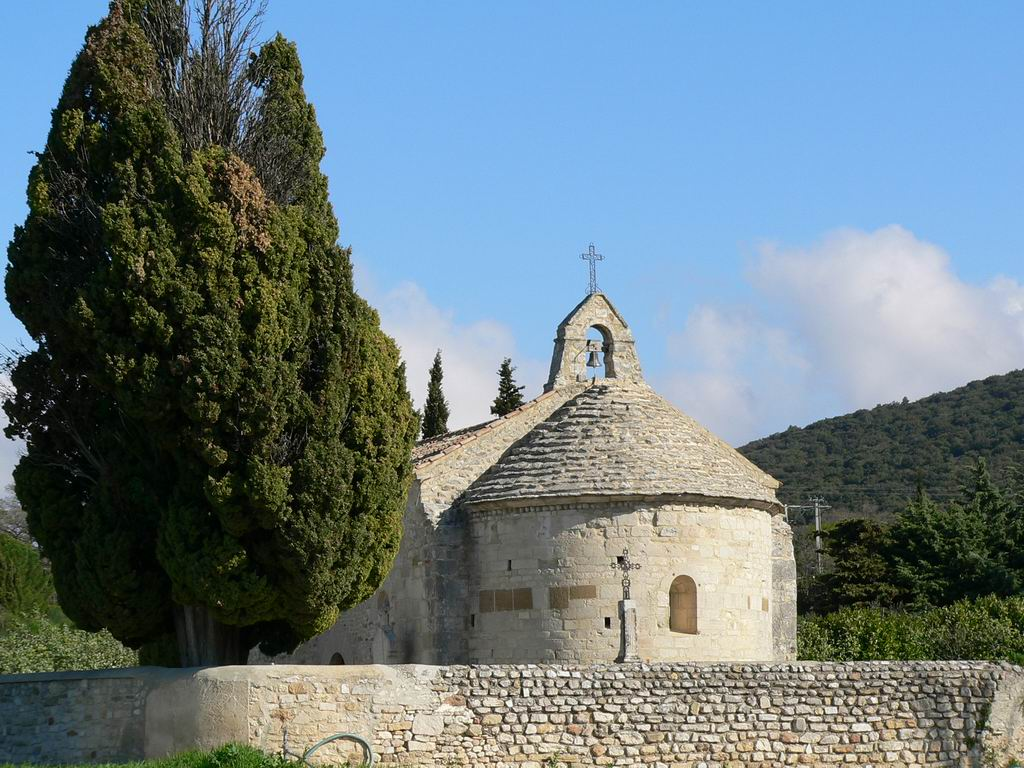
Kaplica św. Anny w Le Pègue, 2005

Le Pègue – miejscowość i gmina we Francji, w regionie Owernia-Rodan-Alpy, w departamencie Drôme.
Według danych na rok 1990 gminę zamieszkiwało 369 osób, a gęstość zaludnienia wynosiła 33 osoby/km² (wśród 2880 gmin regionu Rodan-Alpy Le Pègue plasuje się na 1263. miejscu pod względem liczby ludności, natomiast pod względem powierzchni na miejscu 1036.).